# Aleksandr Anjoekov
Aleksandr Gennadjevitsj Anjoekov (Russisch: Александр Геннадьевич Анюков) (Samara, 28 september 1982) is een Russisch betaald voetballer die bij voorkeur in de verdediging speelt. Hij verruilde juli 2005 Krylja Sovetov Samara voor FK Zenit Sint-Petersburg. In 2004 debuteerde hij in het Russisch voetbalelftal, waarvoor hij meer dan veertig interlands speelde.
Anjoekov profloopbaan begon in 2000 bij Krylia Sovetov Samara. In 2005 ging hij naar FC Zenit Sint-Petersburg, waarmee hij in 2007 Russisch landskampioen werd en in 2008 de UEFA Cup won. Anjoekov maakte deel uit van de Russische nationale selectie tijdens onder meer het EK 2004 en het EK 2008.

## Erelijst
FK Zenit Sint-Petersburg
- UEFA Cup

2008
- UEFA Super Cup

2008